# Sarcodon ianthinus
Sarcodon ianthinus är en svampart som beskrevs av Maas Geest. 1974. Sarcodon ianthinus ingår i släktet Sarcodon och familjen Bankeraceae.   Inga underarter finns listade i Catalogue of Life.